# Napalan (Talo Kecil)
Napalan is een bestuurslaag in het regentschap Seluma van de provincie Bengkulu, Indonesië. Napalan telt 800 inwoners (volkstelling 2010).